# Ragtime

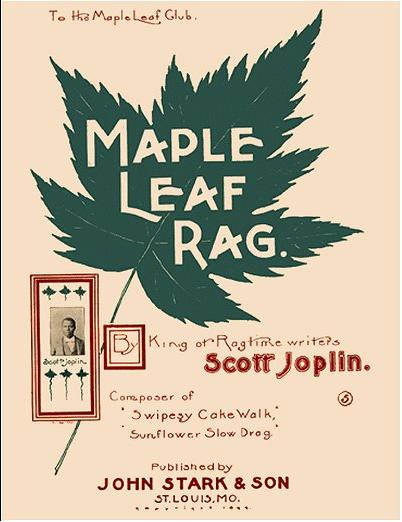
Drugie wydanie „Maple Leaf Rag”. To jeden z najbardziej znanych utworów tej formy muzycznej

Ragtime – forma muzyczna wywodząca się z formy tanecznej. Metrum parzyste 2/4 (z wyjątkami), tempo umiarkowane, rytm złożony i kunsztowny, silnie synkopowany (stąd nazwa pochodząca od angielskich słów ragged time – poszarpane metrum), z jednostajnym, zazwyczaj ósemkowym akompaniamentem w partii basowej (faktura homofoniczna).
Ragtime do poziomu muzyki wyniósł afroamerykański kompozytor i pianista Scott Joplin. Ragtime standardowo był grany na solowym instrumencie klawiszowym (pianino, fortepian, pianola) i z tymi instrumentami najczęściej jest utożsamiany, jednak Big Bandy w takich ośrodkach jak Nowy Orlean i Nowy Jork, powstały właśnie na tej formie muzycznej.
Ragtime również powiązany jest z bluesem, można go grać na gitarze. Wielu bluesmanów łączyło swą muzykę z właśnie ragtimem. Przykładem fuzji bluesa i ragtime jest Blind Willie McTell i jego utwór „Georgia Rag”.

## Wybrane ragtime’y
- Scott Joplin – The Ragtime Dance[6] na fortepian, Ragtime Waltz[7] na fortepian, School of Ragtime[6], Maple Leaf Rag[3], The Entertainer[3], Gladiolus Rag 1907[8], Original Rags 1899[6] i wiele innych.
- Igor Strawinski – Ragtime na 11 instrumentów 1918[3], Piano Rag-Music 1919[3]
- Blind Willie McTell – Georgia Rag 1931[5]
- Lucian Porter Gibson – Jinx Rag 1911[9], Cactus Rag 1915[9]
- Jelly Roll Morton – King Porter Stomp 1923[10], Maple Leaf Stomp (interpretacja kompozycji Scotta Joplina) 1938[11]
- Eubie Blake – Charleston Rag 1903[12], The Chevy Chase 1914[13]
- James Scott –  Frog Legs Rag 1906[14], Kansas City Rag 1907[14], Ragtime Oriole 1911[14], Pegasus Rag 1920[14]
- James Reese Europe – Castle House Rag 1914[15]

## Przedstawiciele
Poniżej wymieniono najbardziej znanych kompozytorów muzyki ragtime, wraz z reprezentowanymi przez nich odmianami regionalnymi tego stylu:
- Scott Joplin[3] (Sedalia[3], St. Louis[3])
- Tom Turpin[3] (Sedalia[3], St. Louis[3])
- Artie Mathews[3] (Sedalia[3], St. Louis[3])
- Louis Chauvin[3] (Sedalia[3], St. Louis[3])
- Jelly Roll Morton[3] (Nowy Orlean[3])
- Tony Jackson[3] (Nowy Orlean[3])
- Eubie Blake[3] (Nowy Jork[3])
- „Luckey” Roberts[3] (Nowy Jork[3])
- James Price Johnson[3] (Nowy Jork[3])
- Blind Willie McTell[5]
- James Scott[16]
- James Reese Europe[17]
- Lucian Porter Gibson[9]

Kompozytorzy odnoszący się do stylu ragtime:
- Igor Strawinski[3]

| Grace and Beauty James Scott, „Grace and Beauty” (1909)Problem z odtwarzaniem tego pliku? Zobacz strony pomocy. | Frog Legs Rag Pierwszy hit Jamesa Scotta, „Frog Legs Rag” (1906)Problem z odtwarzaniem tego pliku? Zobacz strony pomocy. | Maple Leaf Rag Scott Joplin, „Maple Leaf Rag” (1899)Problem z odtwarzaniem tego pliku? Zobacz strony pomocy. |